# Ghost Stories (film 2017)
Ghost Stories è un film del 2017 scritto e diretto da Jeremy Dyson e Andy Nyman, adattamento della loro omonima opera teatrale.

## Trama
Al docente di psicologia Phillip Goodman viene consegnata una misteriosa lettera che contiene informazioni su tre casi rimasti irrisolti. Il professore scoprirà inquietanti risvolti che mineranno la sua razionalità, mettendolo di fronte ad inspiegabili fenomeni soprannaturali.

## Distribuzione
Il film è stato presentato in anteprima ad ottobre 2017 al BFI London Film Festival. È stato distribuito nelle sale cinematografiche britanniche il 13 aprile 2018. In Italia è stato presentato in anteprima nazionale al Lucca Film Festival ed è stato distribuito a partire dal 19 aprile.